# The Dig
The Dig é um jogo de aventura desenvolvido pela LucasArts e lançado em 1995. O jogo é baseado em uma ideia de Steven Spielberg. Foi o 11º jogo a utilizar a engine SCUMM, e ficou famoso devido a sua conexão com Steven Spielberg e seu longo tempo de produção.
Distribuído apenas no formato CD-ROM, The Dig foi vendido para PC e Macintosh. O jogo contém notas orquestradas digitalmente e trilhas sonoras de voice-over. Em grande parte do jogo, os gráficos são feitos a mão e pouco animados, em uma mistura de 3D pré-renderizado e animação tradicional.
É o jogo de aventura mais sério da LucasArts, não tem pastelão e apenas pouquíssimas notas de humor, que é um dos elementos mais comuns em todos os jogos de aventura da LucasArts. The Dig é também o único a se encaixar perfeitamente no gênero de ficção científica.

## Sinopse
O jogo inicia quando um meteoro está em rota de colisão com a Terra. Os terráqueos mandam uma equipe para o espaço com a missão de destruí-lo. Mas há alguma coisa estranha. O meteoro é na verdade, uma nave espacial alienígena que, acidentalmente, os leva para um planeta chamado Cocytos, situado em outra galáxia.

Vista da ilha central e das cinco ilhas vizinhas de Cocytos.

## Personagens
Comandante Boston Low (voz de Robert Patrick): Um Ex militar e astronauta veterano. Possui um talento natural para sair de problemas de formas engenhosas. Em sua profissão, faz o tipo calado, frio, observador e que mesmo em situações mais alarmantes, sempre tenta ser o mais metódico possível.
Dr Ludger Brink (Steven Blum): Geólogo e arqueólogo de grande renome, que atua como consultor cientifico para os demais membros da equipe. Um sujeito que ao longo da história, demostra comportamentos oscilantes e desequilibrados. Sua curiosidade insaneável por respostas e sua imensa intolerância com aqueles que atrapalham o progresso de suas pesquisas, são características muito marcantes do personagem.
Maggie Robbins (Mari Weiss): Persistente, sortuda e esperta. Uma jornalista e observadora civil americana muito conhecida.

## O mundo de "The Dig"
Durante a maior parte do jogo, apenas uma ilha no planeta Cocytus é explorada. Ao que tudo indica, a ilha antigamente era habitada por uma civilização alienígena, a qual estava sob posse de tecnologias de transportes e comunicação anos a frente dos terráqueos. Low, Dr. Brink e Maggie transitam em um local de ar respirável e de gravidade idêntica a da terra. Durante o jogo, os personagens se deparam com inúmeras covas, pertencentes a criaturas de diferentes espécies, construções submersas, cavernas e inúmeros cômodos rochosos.